# 小川宏のなんでもカンでも!
『小川宏のなんでもカンでも!』（おがわひろしのなんでもカンでも）は、フジテレビ系列局で放送されていたフジテレビ制作のクイズ番組である。製作局のフジテレビでは1982年10月15日から1985年3月29日まで放送。全116回。

## 概要
科学をテーマにしたクイズ番組で、日常生活で起きるさまざまな現象から毎回1つのテーマを設定し、そのテーマと関連する実験・分析映像を使って問題を出していた。司会には半年前に『小川宏ショー』が終了したばかりの小川宏を起用。プロデューサー・構成スタッフをはじめ『夜のヒットスタジオ』の一部スタッフが関わった。
ほとんどの期間においてはフジテレビ系全国ネットで、その当時は個人対抗戦形式で行われていたが、ローカルセールスに降格した1984年10月からは男性チームと女性チームとに分かれてのチーム対抗戦形式になった。

## 放送期間
いずれも日本標準時。
- 金曜 19:30 - 20:00 （1982年10月15日 - 1984年9月7日）
- 金曜 19:00 - 19:30 （1984年10月5日 - 1985年3月29日） - 単発特番枠『金曜おもしろバラエティ』の編成で30分繰り上げられ、同時にローカルセールスに降格した。そのため、1984年10月以降は別の時間帯での遅れネットないしは未放送となった局もある。

## 解答者

### 1984年9月まで
- 野村克也
- 芳村真理
- 堺正章
- 武田鉄矢
- 田原俊彦
- 萬田久子
- 榊原郁恵
- ほか

### 1984年10月以降
- 片岡鶴太郎 - 男性チームのキャプテンとして出演。
- 渡部絵美 - 女性チームのキャプテンとして出演。
- ほか

## スタッフ
- 構成：塚田茂、壬生耕介 / スタッフ東京
- 音楽：たかしまあきひこ、梅垣達志
- プロデューサー：疋田拓
- ディレクター：森正行、渡邉光男、前川尚史、平野友孝
- 美術デザイナー：馬場文衛
- スタイリスト：梅原ひさ江
- 制作著作：フジテレビ

## 放送局
1984年9月まで
特記の有るもの以外の放送時間は全て、金曜 19:30 - 20:00、同時ネット
- フジテレビ（制作局）
- 北海道文化放送[2]
- 秋田テレビ[3]
- 山形テレビ[4]
- 仙台放送[5]
- 福島テレビ[5]
- 新潟総合テレビ[6]
- 富山テレビ[7]
- 石川テレビ[7]
- 福井テレビ[7]
- 長野放送[8]
- テレビ静岡[9]
- 東海テレビ[10]
- 関西テレビ[11]
- 山陰中央テレビ[12]
- 岡山放送[13]
- テレビ新広島[13]
- テレビ愛媛[14]
- テレビ西日本[15]
- サガテレビ[15]
- テレビ熊本[15]
- テレビ宮崎：土曜 18:00 - 18:30（1982年11月6日放送開始）[16]
- 沖縄テレビ[17]

1984年10月以降
特記の有るもの以外の放送時間は全て、金曜 19:00 - 19:30、同時ネット
- フジテレビ（制作局）
- 北海道文化放送[18]
- 秋田テレビ[19]
- 山形テレビ：月曜 11:00 - 11:30[20]
- 仙台放送[21]
- 新潟総合テレビ[22]
- 石川テレビ[23]
- 長野放送[24]
- テレビ静岡[25]
- 関西テレビ：月曜 19:00 - 19:30[26]
- 山陰中央テレビ[27]
- テレビ西日本[28]
- サガテレビ[28]
- テレビ大分：日曜 18:00 - 18:30[29]
- 沖縄テレビ：土曜 16:00 - 16:30[30]